# Olaya (Antioquia)
Olaya es un municipio de Colombia, localizado en la subregión Occidente del departamento de Antioquia. Limita al norte con el municipio de Liborina, al este con los municipios de Belmira y Sopetrán, por el sur con el municipio de Sopetrán y por el oeste con el municipio de Santa Fe de Antioquia. Su cabecera municipal está a 100 km de Medellín. Posee una extensión de 90 km², lo que lo hace el municipio más pequeño de la subregión, por debajo de Giraldo y Armenia, de 96 km² y 111 km². Su localidad más poblada es el corregimiento de Sucre. 
El municipio tiene como apelativo “Olaya tierra mágica de atardeceres y montañas”.

## Historia
Este territorio, en tiempos de la conquista, estaba poblado por indios Nutabes y Tahamíes, quienes acabaron en guerra con buena parte de los ejércitos conquistadores. Estas naciones de la familia de los Catíos eran tan belicosas que en no pocas ocasiones cortaron las cabezas de la soldadesca ibérica y las colgaron en maderos de sus poblados. El conquistador Valdivia, por ejemplo, junto con varios de sus soldados, tuvo este triste fin en un lugar conocido aún hoy como Sitio de la Matanza.
La batalla en aquel lugar fue tenebrosa para los españoles, por lo cual el gobernador y capitán general don Gaspar de Rodas tomó partido e hizo pagar con creces a los indígenas su defensa, con no menos brutales acciones como eliminar a garrote a los jefes indios de la revuelta. 
En 1579, los guerreros Nutabes volvieron a derrotar a los invasores, y así transcurrió un buen tiempo de tira y afloje entre ambas tropas, hasta que la superioridad tecnológica de los conquistadores terminó por ganar la guerra y desterrar a los indígenas que no lograron escapar a la profundidad de la selva al municipio de Sopetrán. 
Los primeros propietarios de las tierras de Olaya fueron los capitanes Francisco López de la Rúa y Juan García de Ordaz, a quienes el gobierno inicialmente les adjudicó tierras. Pero el 3 de marzo de 1616 el Oidor Francisco de Herrera Campuzano desposeyó de las tierras de Tajamí, en jurisdicción del hoy Olaya, al indio Pedro Amato, para adjudicárselas a los capitanes españos Francisco de Martínez, Rodrigo de Carvajal y Bartolomé Sánchez de Torreblanca. En su decreto el Oidor Herrera Campuzano disponía además, no sólo que fueran destruidos los bohíos de los indios, sino también que estos últimos fueran expulsados definitivamente de esa comarca y conducidos a Sopetrán. Debido a estas acciones se considera al Oidor Herrera Campuzano como fundador de Olaya. 
Olaya inicialmente fue parte en 1851 Cantón de Sopetrán, con el nombre de Sacaojal por allá en 1855, y posteriormente Sucre. Era un poblado que competía con otro vecino por el honor de ser la cabecera municipal de todo el territorio. Durante muchos años hubo cambios en los que por diversas peticiones de los pobladores y determinaciones del gobierno, los dos poblados vecinos se turnaron los nombres y la categoría de municipio hasta que, finalmente, mediante Ordenanza N.º 41 del 14 de mayo de 1936, Olaya vuelve a su condición de cabecera municipal.
Pese a su cercanía con Santa Fe de Antioquia, Olaya no ha desarrollado el turismo, pues su cabecera municipal es una de las más pequeñas de Antioquia, y posee dos hoteles como Viña Sicilia  y hostería florida tropical, solo un par de residencias.

## Generalidades
- Fundación: El 1 de enero de 1773
- Erección en municipio: 1936
- Fundador: Francisco Herrera y Campuzano
- Apelativo: Tierra mágica de atardeceres y montañas.

## División Político-Administrativa
Además de su Cabecera municipal. Olaya tiene bajo su jurisdicción el siguiente corregimiento (de acuerdo a la Gerencia departamental):
| Corregimiento | Centros Poblados | Veredas                                                                  |
| Llanadas      | - Llanadas       | Tiembla, Badajos, Piñones, El Chapón, La Playa, Colchona, Común Cominal. |
| Sucre         | - Sucre          | El Guayabo, La Florida, Quebrada Seca.                                   |

## Demografía
Población Total: 3 127 habitantes (2018)
- Población Urbana: 32
- Población Rural: 2 910

Alfabetismo: 79.8% (2005)
- Zona urbana: 81.8%
- Zona rural: 79.6%

### Etnografía
Según las cifras presentadas por el DANE del censo 2005, la composición etnográfica del municipio es:
- Mestizos & blancos (98,2%)
- Afrocolombianos (1,8%)

## Toponimia
El origen de su actual nombre es un homenaje al presidente Enrique Olaya Herrera. El distrito también se llamó alternativamente Sacaojal  y Sucre.

## Economía
La economía de Olaya se basa en la agricultura, especialmente los frutales y el café, la ganadería y la minería. 
El turismo también produce ingresos considerables, pues la zona que ocupa, al igual que lo hacen los municipios vecinos, es de muy densa presencia de visitantes dado lo bello del paisaje y las excelentes vías de comunicación que acercan estas regiones del Occidente de Antioquia al centro del departamento y del país.
Como dato adicional sobre la antigua economía del municipio, observamos que en los reportes de 1941 (ver: Monografías de Antioquia Olaya) se comenta: “La producción agrícola de Olaya puede deducirse de las siguientes cifras correspondientes al año de 1939: maíz, 800 cargas; cacao, 300 arrobas; café, 3000 arrobas. En cuanto a la ganadería, el distrito tiene unas 3.300 cabezas de ganado vacuno, 800 de ganado caballar y mular, 800 de ganado de cerda y 300 aproximadamente de ganado lanar y cabrío. Una mina, “La Candelaria” trabajada por un personal de 15 hombres en promedio, es la más importante explotación aurífera del municipio…”

## Sitios de interés

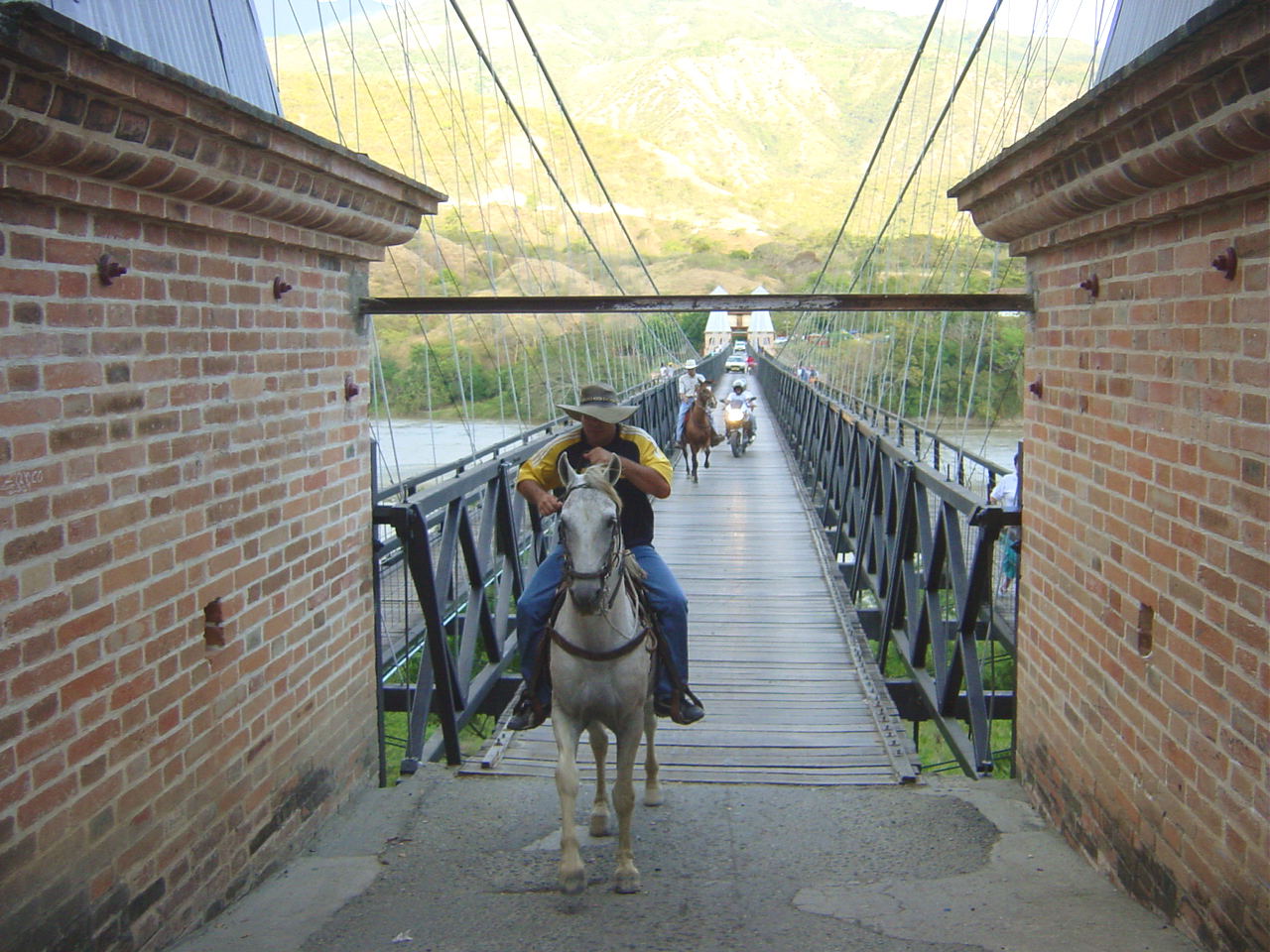
El Puente de Occidente.

- Parque central. Decoración decembrina. Pesebre realizado con tapas de gaseosa.
- Rivera río Cauca.
- Hostería florida tropical. tiene el lago más grande del occidente y un lugar natural
- Viñedo de Villa Sicilia en Olaya. Vino de Colombia para el mundo.
- Iglesia parroquial de la Virgen de las Nieves. De la construcción original de 1773, sólo se conservan los muros y el frontis actual.
- Iglesia parroquial de San Antonio de Padua en Sucre. Su construcción data de 1872. En 1999 se derrumbó parte de la misma.
- Iglesia parroquial de San Miguel Arcángel en Llanadas.
- El Puente de Occidente, sobre el río Cauca es una de las obras de ingeniería más importantes del siglo XIX en Colombia. El Puente de Occidente posee un hermoso diseño colgante desde torretas de ladrillo, y una estructura en madera y tensores de acero tejidos en el lugar hace más de cien años para el paso de carretas y mulas. Prestó servicio para vehículos pesados hasta hace apenas dos décadas aproximadamente, cuando fue declarado Monumento Nacional.

Destinos ecológicos
- Sendero ecológico natural. Queda a 25 km de la cabecera municipal, ubicado en la vereda de Chapón.
- Chorro de la Sara. En la vereda de Cominal, a 25 km de la cabecera municipal. El atractivo aquí son sus cascadas.
- Avistamiento de aves en el lago de  hostería florida tropical

## Fiestas
- Festival de San Antonio, corregimiento de Sucre, 13 de junio.
- Fiesta de la Virgen de las Nieves, 5 de agosto.
- Fiesta de San Miguel, en el corregimiento de Llanadas, 29 de septiembre.
- Fiestas del Progreso en Llanadas, en el mes de diciembre.
- Fiesta del Verano en el corregimiento de Sucre (el primer festivo de año).